# سنونو النهر الإفريقي
سنونو النهر الإفريقي (الاسم العلمي: Pseudochelidon eurystomina)، نوع من جنس سنونو النهر المنتمي إلى فصيلة السنونو.
تقع مناطق التكاثر الرئيسية له في جمهورية الكونغو الديمقراطية على طول نهر الكونغو وروافده، نهر أوبانجي، موائله تتميز بمزيج من أنواع الغابات الاستوائيه بما في ذلك الغابات المستنقعية أو الغابات التي غمرتْها المياه الموسمية. يهاجر في فصل الشتاء إلى السافانا الساحلية في جنوب الغابون وجمهورية الكونغو.